# 7730 Sergerasimov

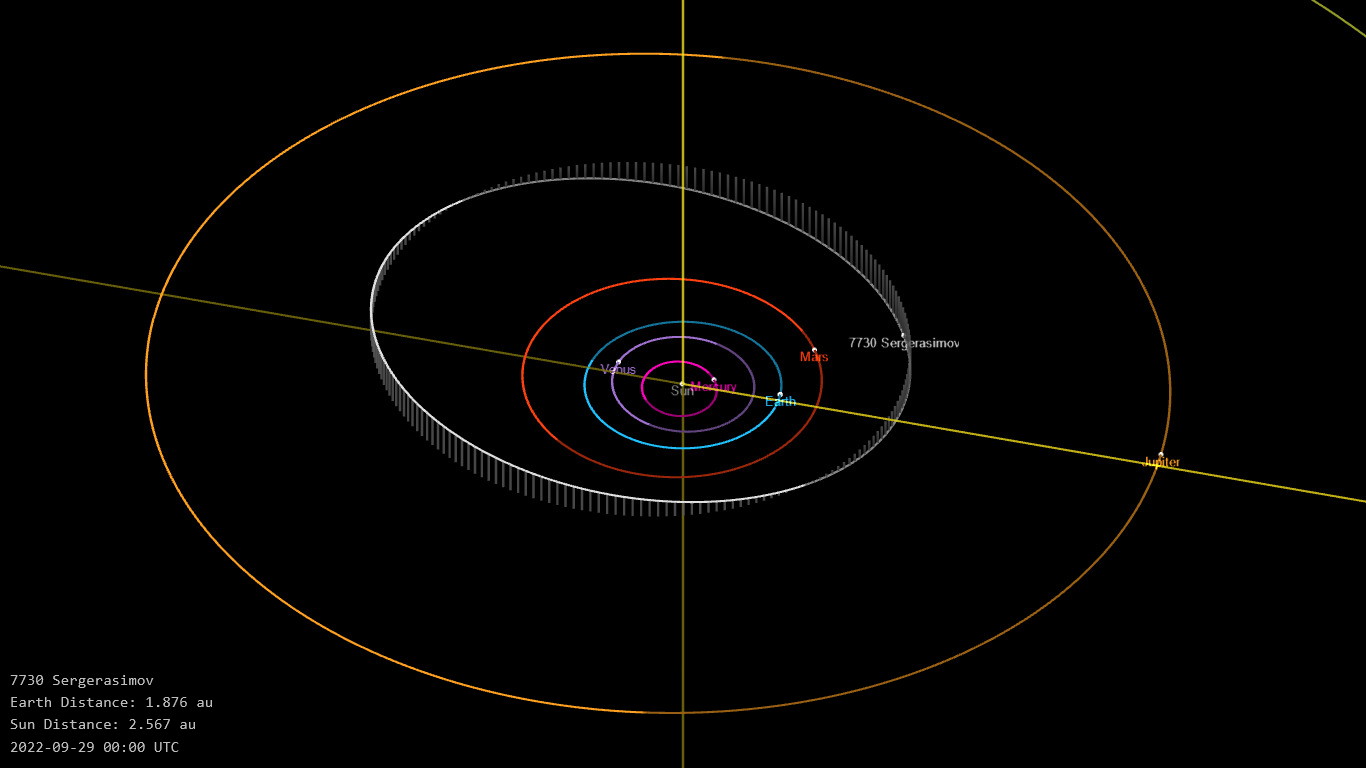
7730 sergerasimovs omloppsbana

7730 Sergerasimov eller 1978 NN1 är en asteroid i huvudbältet som upptäcktes den 4 juli 1978 av den ryska astronomen Ljudmjla Tjernych vid Krims astrofysiska observatorium på Krim. Den är uppkallad efter den ryske regissören Sergei A. Gerasimov.
Asteroiden har en diameter på ungefär 15 kilometer.